# Riós (Spagna)
Riós è un comune spagnolo di 2 088 abitanti situato nella comunità autonoma della Galizia.

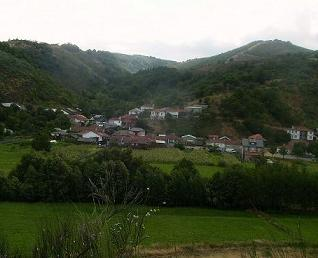
A Veiga Do Seixo